# Les Sœurs Soong (film, 1997)
Pour les articles homonymes, voir Sœurs Soong.
Pour plus de détails, voir Fiche technique et Distribution.
Les Sœurs Soong (宋家皇朝, Song jia huang chao) est un film hongkongais réalisé par Mabel Cheung, sorti en 1997. Le film évoque le destin des trois sœurs Soong.

## Synopsis
On y dépeint la vie de trois sœurs au destin hors du commun, filles de Charles Song, missionnaire méthodiste devenu un riche entrepreneur et l'ami de Sun Yat-sen. La plus âgée, Ai-ling, va épouser l'un des hommes les plus riches de Chine, le banquier Kong Xiangxi. La seconde, Ching-ling, épouse le révolutionnaire Sun Yat-sen, premier président de Chine, et poursuivra son œuvre après sa mort. La plus jeune, May-ling, épousera Tchang Kaï-chek, le généralissime et leader nationaliste.
Un sous-titre en tête du film reprend un dicton moderne de Chine populaire : « La [première] aimait l'argent, la [deuxième] la Chine, la [troisième] le pouvoir. » (yìge aì qián, yìge aì gúo, yìge aìquán 一個愛錢，一個愛國，一個愛權).

## Fiche technique
- Titre : Les Sœurs Soong
- Titre original : 宋家皇朝 (Song jia huang chao)
- Titre anglais : The Soong Sisters
- Réalisation : Mabel Cheung
- Scénario : Alex Law
- Production : Raymond Chow et Ng See-Yuen
- Musique : Kitaro et Randy Miller
- Photographie : Arthur Wong
- Montage : Mei Feng
- Décors : Eddie Ma
- Costumes : Emi Wada
- Pays d'origine :  Hong Kong,  Japon et  Chine
- Format : Couleurs - 2,35:1 - Dolby - 35 mm
- Genre :  Drame, historique et romance
- Durée : 145 minutes
- Date de sortie : 1er mai 1997 (Hong Kong)

## Distribution
- Maggie Cheung : Soong Ching-ling
- Michelle Yeoh : Soong Ai-ling
- Vivian Wu : Soong May-ling
- Wu Hsing-kuo : Tchang Kaï-chek
- Winston Chao : Sun Yat-sen
- Jiang Wen : Charlie Soong
- Elaine Jin : Madame Soong
- Niu Zhenhua : H. H. Kung

## Distinctions

### Récompenses
- Meilleure direction artistique, meilleure musique et meilleur son, lors du Golden Horse Film Festival en 1997.
- Meilleure actrice (Maggie Cheung), meilleur second rôle masculin (Wen Jiang), meilleure photographie (Arthur Wong), meilleure direction artistique, meilleurs costumes et maquillage (Emi Wada) et meilleure musique, lors des Hong Kong Film Awards 1998.

### Nominations
- Meilleur film, meilleur réalisateur, meilleur second rôle féminin (Elaine Jin et Michelle Yeoh), meilleur scénario et meilleur son, lors des Hong Kong Film Awards 1998.